# Atropates (satraap)

Atropates ontmoet Alexander de Grote. Nationaal Museum van Azerbeidzjan, Baku.

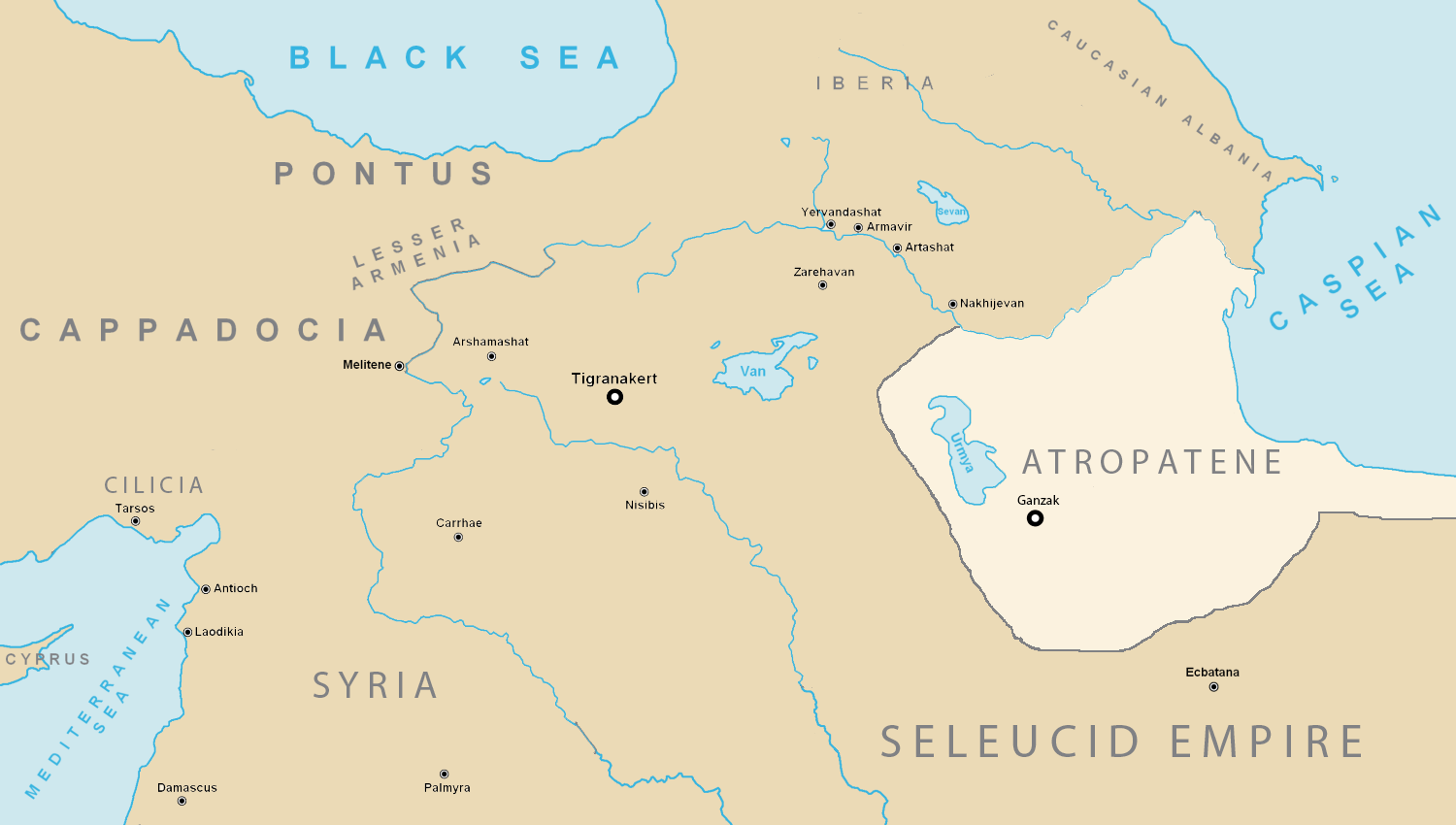
Atropatene, het rijk gesticht door Atropates

Atropates (Medenrijk, circa 370 v.Chr. - circa 320 v.Chr.) was een Mediër. Hij was achtereenvolgens satraap van de Achaemenidische provincie Media, satraap van de Macedonische provincie Media en later enkel van Media Atropatene. Ten slotte stichtte hij als vorst van (Media) Atropatene zijn eigen dynastie.

## Levensloop
In zijn jonge jaren was Atropates schatplichtig aan de dynastie van de Achaemeniden die heersten over het uitgestrekte Perzische Rijk. Hij was satraap van de Meden, zijn eigen volk. Darius III was destijds sjah der Perzen.
Toen Alexander de Grote met zijn Macedonische troepen oprukte naar het oosten, vocht Atropates aan de zijde van zijn suzerein, Darius III. Atropates stond aan het hoofd van een verbond van Meden, Scythen en Kaukasische Albaniërs. Darius III en zijn verbondenen verloren de slag bij Gaugamela (331 v.Chr.). Atrobates bleef trouw aan de Perzen tot de dood van Darius III (330 v.Chr.). Dan veranderde Atropates van kamp en koos hij partij voor Alexander de Grote.
Atropates viel in de gunst van Alexander en kreeg de benoeming tot satraap van Medië, onderdeel van het grote Macedonische Rijk. Dit was een gunst omdat hij als niet-Macedoniër deze benoeming in de wacht sleepte. Atropates arresteerde Baryaxes, een rebel uit het land der Meden. Alexander de Grote achtte de trouw van Atropates bewezen (325-324 v.Chr.). Aangezien het oproer in Medië neergeslagen was, kon Alexander zijn tocht naar de Indus voorbereiden. De dochter van Atropates mocht huwen met een generaal van Alexander de Grote, Perdikkas. Perdikkas werd later diadoch van Babylon. Het koppel behoorde tot de inner circle van Alexander de Grote. Een laatste ontmoeting tussen Alexander de Grote en Atropates vond plaats in de jaren 324-323 v.Chr. Na de dood van Alexander de Grote (323 v.Chr.) ruzieden de diadochen over de erfenis van Alexander de Grote. Atropates schaarde zich achter niemand van de Macedonische generaals. Hij stelde zich tevreden met de benoeming tot satraap van Klein-Medië of Media Atropatene. Zijn grondgebied kwam overeen met wat sinds de 19e eeuw de regio Azerbeidzjan is. Dit werd klein-Medië of Media Atropatene genoemd in de tijd van Atropates. Groot-Medië, met hoofdstad Ecbatana, daarentegen, bleef integraal deel uitmaken van het Seleucidische Rijk, de opvolger van het rijk van Alexander de Grote. Peithon wierp zich op als heerser over Groot-Medië en Perdikkas over Babylon. Atropates genoot een grote autonomie ten opzichte van de diadochen.

## Rol
Van trouwe satraap evolueerde Atropates tot een min of meer zelfstandige monarch. Dit had hij te danken aan zijn politiek instinct. Hij heeft zich tijdig teruggetrokken uit Ecbatana, hoofdstad van de Meden, die nochtans strategisch gelegen was op de handelsroute tussen Griekenland, Mesopotamië en Indië.

## Nalatenschap
Het lijkt voor de hand liggend dat Atropates zijn naam verleende aan zijn territorium (Media) Atropatene, doch dit is niet bewezen. Wel staat vast dat Atropates een dynastie stichtte die de val van de Seleuciden in 63 v.Chr. overleefde, tot het in de 1e eeuw werd opgeslokt door de Parthen. Dit rijk heeft dus eeuwen bestaan. Het rijk van Atropates is langer Perzisch en Grieks gebleven dan de omliggende landen, volgens de geschiedschrijver Strabo.